# Rannaküla (Laimjala)
Rannaküla is een voormalige plaats in de Estlandse gemeente Laimjala, provincie Saaremaa. De plaats was al in 2011 een spookdorp zonder inwoners. Bij de gemeentelijke herindeling van oktober 2017 werd de plaats bij het dorp Saareküla gevoegd, in de fusiegemeente Saaremaa. In de nieuwe gemeente lag namelijk nog een dorp Rannaküla.
De plaats lag aan de zuidkust van het eiland Saaremaa.

## Geschiedenis
Rannaküla werd voor het eerst genoemd in 1922 onder de naam Ranna. Het nieuwe dorp lag op stukken grond die hadden behoord tot de landgoederen van Audla, Kingli en Laimjala. Later werd küla (Estisch voor ‘dorp’) aan de naam toegevoegd. In 1977 werd Rannaküla bij het buurdorp Saareküla gevoegd. In 1997 werd het weer een zelfstandig dorp om in 2017 opnieuw bij Saareküla gevoegd te worden.